# Almenara-Moreras-Cabo Cope
Almenara-Moreras-Cabo Cope este o arie protejată (arie de protecție specială avifaunistică — SPA) din Spania întinsă pe o suprafață de 22.201,21 ha, integral pe uscat.

## Localizare
Centrul sitului Almenara-Moreras-Cabo Cope este situat la coordonatele 37°33′22″N 1°32′11″W / 37.556°N 1.5364°V.

## Înființare
Situl Almenara-Moreras-Cabo Cope a fost declarat arie de protecție specială avifaunistică în martie 2001 pentru a proteja 40 de specii de animale.

## Biodiversitate
Situată în ecoregiunea mediteraneană, aria protejată conține 23 de habitate naturale: Galerii și tufărișuri riverane sudice (Nerio-Tamaricetea și Securinegion tinctoriae), Vegetație anuală la limita mareei, Pajiști carstice calcaroase sau bazofile, de Alysso-Sedion albi, Păduri de Quercus ilex și Quercus rotundifolia, Tufărișuri halofile mediteraneene și termo-atlantice (Sarcocornetea fruticosi), Râuri mediteraneene cu debit intermitent, cu specii de Paspalo-Agrostidion, Lande oro-mediteraneene cu formațiuni endemice de grozamă, Grohotișuri termofile și vest-mediteraneene, Faleze cu vegetație de Limonium spp. endemic de pe coastele mediteraneene, Matorral arborescenți cu Juniperus spp., Matorral arborescenți cu Zyziphus, Galerii de Salix alba și de Populus alba, Pante stâncoase calcaroase cu vegetație casmofită, Tufărișuri termo-mediteraneene și de pre-deșert, Râuri mediteraneene cu debit permanent și vegetație de Glaucium flavum, Râuri mediteraneene cu debit permanent cu specii de Paspalo-Agrostidion și galerii riverane de Salix și de Populus alba, Pășuni mediteraneene udate de apa mării (Juncetalia maritimi), Pseudostepă cu ierburi și specii anuale de Thero-Brachypodietea, Stepe sărăturate mediteraneene (Limonietalia), Tufărișuri halo-nitrofile (Pegano-Salsoletea), Izvoare petrifiante cu formare de travertin (Cratoneurion), Dune mobile cu vegetație embrionară, Pajiști umede mediteraneene cu ierburi înalte de Molinio-Holoschoenion.
La baza desemnării sitului se află mai multe specii protejate:
- păsări (33): acvilă de munte (Aquila chrysaetos), buha (Bubo bubo), Bucanetes githagineus, pasărea ogorului (Burhinus oedicnemus), ciocârlie-cu-degete-scurte (Calandrella brachydactyla), Caprimulgus ruficollis, prundăraș de sărătură (Charadrius alexandrinus), șerpar (Circaetus gallicus), dumbrăveancă (Coracias garrulus), egretă mică (Egretta garzetta), șoim călător (Falco peregrinus), vânturel roșu (Falco tinnunculus), ciocârlan (Galerida cristata), Galerida theklae, Hieraaetus fasciatus, acvilă pitică (Hieraaetus pennatus), capîntortură (Jynx torquilla), Larus audouinii, pescăruș râzător (Larus ridibundus), ciocârlie de bărăgan (Melanocorypha calandra), muscar sur (Muscicapa striata), pietrar mediteranean (Oenanthe hispanica), Oenanthe leucura, Phalacrocorax aristotelis, Pyrrhocorax pyrrhocorax, mărăcinar negru (Saxicola torquatus), chiră de mare (Sterna sandvicensis), turturică (Streptopelia turtur), Sylvia conspicillata, silvie de tufiș (Sylvia undata), corcodel mic (Tachybaptus ruficollis), fluturașul de stâncă (Tichodroma muraria), pupăză (Upupa epops)
- mamifere (5): liliac cu aripi lungi (Miniopterus schreibersii), liliac cu picioare lungi (Myotis capaccinii), liliac comun (Myotis myotis), liliacul mare cu potcoavă (Rhinolophus ferrumequinum), liliacul mic cu potcoavă (Rhinolophus hipposideros)
- reptile (2): Mauremys leprosa, Testudo graeca

Pe lângă speciile protejate, pe teritoriul sitului au mai fost identificate 51 de specii de plante, 24 de specii de păsări, 5 specii de amfibieni, 9 specii de mamifere, 16 specii de reptile.